# Фейгин, Валентин Яковлевич
Валентин Яковлевич Фейгин (3 июля 1934, Харьков — 11 февраля 1995, Москва) — российский виолончелист, педагог. Народный артист России (1994).

## Биография
Начальное музыкальное образование получил в Харьковской музыкальной школе-десятилетке (теперь Харьковская средняя специализированная музыкальная школа-интернат) в классе И. М. Когана.
Окончил Московскую консерваторию (1957) и аспирантуру при ней (1960). Ученик Семёна Матвеевича Козолупова. В 1957 году получил 1-ю премию VI Всемирного фестиваля молодёжи и студентов в Москве, в 1961 — 3-ю премию на Всесоюзном конкурсе музыкантов-исполнителей. В 1962 году на Втором Международном конкурсе имени Чайковского стал обладателем второй премии.
С 1960 года — солист Москонцерта. Гастролировал за рубежом.
Заслуженный артист РСФСР (1983).
Народный артист России (1994).
С 1974 года преподавал в Московской консерватории. Среди учеников Фейгина, в частности, Керстин Фельц, Пеэтер Паэмурру, Сергей Истомин, а также его сын Дмитрий Фейгин.